# بابا لویی
بابالویی (انگلیسی: Baba Looey) نام یک خر مکزیکی انسان‌واره و داستانی و یکی از دو قهرمانِ اصلیِ مجموعهٔ کارتونی «ماجراهای کوئیک درا مک‌گرا» است.
او خری مکزیکی به رنگِ قهوه‌ای و با گوش‌های دراز است که کلاه مکزیکی (سُمبرِرو) به سر می‌گذارد و انگلیسی را با لهجهٔ مکزیکی صحبت می‌کند و معاونِ کلانتر، «کوئیک درا مک‌گرا» است. صداپیشهٔ اصلی او داز باتلر بود.
بعدها او به همراه کوئیک درا مک‌گرا، یکی از شخصیت‌های اصلی مجموعهٔ «یوگی و دوستان» شد.